# 나는 나의 레즈비언 아내를 죽여서 불판 위에 올려 놓았다, 그리고 지금은 월트 디즈니와 세 편의 영화를 협상중이다
《나는 나의 레즈비언 아내를 죽여서 불판 위에 올려 놓았다. 그리고 지금은 월트 디즈니와 세 편의 영화를 협상중이다》(영어: I Killed My Lesbian Wife, Hung Her on a Meat Hook, and Now I Have a Three-Picture Deal at Disney)는 벤 애플렉이 감독, 카말라 로페즈, 제이 라코포가 각본을 쓴 1993년 미국의 단편 풍자 영화이다. 이 영화는 애플렉의 첫 감독작이다.

## 줄거리
리치 데든이라는 오만하고 폭력적인 영화감독은 자신의 첫 장편 영화 주인공 캐스팅을 진행 중이다. 그는 영화 제작 과정을 아내와 이야기하며 점점 분노를 표출한다. 리치는 샌디라는 젊은 배우를 주연으로 낙점하고 곧 있을 미팅에서 계약을 확정지을 예정이다. 샌디는 빚 때문에 자신의 룸메이트에게 집에도 들어가지 못하다가, 배역을 따내면 돈을 갚겠다고 설득하여 겨우 집으로 들어간다. 집에서 샌디는 그녀를 통제하려 드는 어머니와 전화 통화를 한다. 한편, 리치의 아내는 거실에서 재갈이 물린 채 고기 갈고리에 매달려 있는 충격적인 모습이 드러난다. 아내의 레즈비언 성향에 수치심을 느끼던 리치는 샌디의 자질을 칭찬한 후 도끼로 아내를 살해한다. 리치는 샌디에게 영화를 함께 찍으며 자신의 집에서 머물 것을 제안할 것이라고 독백한다.
최종 오디션에서, 리치와 스튜디오 간부들은 히스패닉 여배우의 오디션을 지켜보지만, 그녀가 "너무 민족적"이라는 이유로 탈락시킨다. 샌디가 도착하여 대본에 따라 연기를 시작하자 리치는 즉흥적으로 부부 연기를 해보자고 제안한다. 샌디의 연기에 만족한 리치는 계약을 확정하고, 집으로 돌아가 함께 영화를 만들 동안 참고할 "이주 노동자 쓰레기 줍는 사람들" 관련 서류를 보여주겠다고 제안한다. 샌디는 망설이지만 그의 제안을 받아들인다. 샌디가 집을 나서다 가방에서 여러 물건을 떨어뜨리고 실수로 책 한 권을 두고 간다. 리치는 그 책이 마리안 윌리엄슨의 작품 모음집이라는 것을 발견한다.

## 배역
- 카말라 로페즈 : 감독 역
- 제이 라코포 : 배우 / 샌디 역
- 요한나 맥클로이 : 룸메이트 / 마르타 역
- 로버트 코치 : 프로듀서 No. 1 역
- 토미 힝클리 : 프로듀서 No. 2 역
- 해리 빅터 : 프로듀서 No. 3 역
- 마를린 핏츠너 : 캐스팅 디렉터 역
- 하비 스티븐스 : 캐스팅 보조 역
- 앨리 발로 : 감독의 아내 역
- 마리아 돌로레스 로드리게즈 가르시아 드 라 페파 : 히스패닉 계의 배우 역